# 荒井英郎
荒井 英郎（あらい ひでお、1911年6月28日 - 1987年10月18日）は、日本の映画監督、脚本家である。

## 人物・来歴
1911年（明治44年）6月28日、東京府（現在の東京都）に生まれる。
文化学院に入学、在学中に松竹キネマ（現在の松竹）に入社する。助監督として、五所平之助、佐々木康、渋谷実らに師事する。同学院卒業後、1940年（昭和15年）に『海を照らす人々』で監督としてデビューする。
第二次世界大戦後、1951年（昭和26年）に松竹を退社し、フリーランスとなる。
1953年（昭和28年）、月の輪古墳発掘運動に取材したドキュメンタリー映画『月の輪古墳』で教育映画祭最高賞を受賞した。1955年（昭和30年）には、東京都立朝鮮人学校閉鎖に取材し、在日朝鮮人学校全国PTA連合会、在日朝鮮人教育者同盟、在日朝鮮映画人集団による「朝鮮の子製作委員会」製作によるドキュメンタリー映画『朝鮮の子』を監督する。
1975年（昭和50年）、横須賀海軍施設に取材し『われわれは監視する - 核基地横須賀』を監督、ライプツィヒ国際ドキュメンタリー・アニメーション映画祭で金鳩賞を受賞した。
1987年（昭和62年）10月18日、死去した。満76歳没。
没後、1993年（平成5年）4月、坂崎武彦編著による書籍『動く絵の作家荒井英郎』が刊行された。2005年（平成17年）、山形国際ドキュメンタリー映画祭で、監督作『朝鮮の子』が上映された。2006年（平成18年）4月20日、日本記録映画作家協会が主催した「日本記録映画作家協会50周年記念映画祭」で、監督作『われわれは監視する - 核基地横須賀』が上映された。

## おもなフィルモグラフィ
- 『人生のお荷物』 : 監督五所平之助、松竹蒲田撮影所、1935年 - 助監督
- 『悲恋華』 : 監督佐々木康、松竹蒲田撮影所、1936年 - 監督補助[6]
- 『朧夜の女』 : 監督五所平之助、松竹大船撮影所、1936年 - 助監督
- 『新道 前篇朱実の巻』 : 監督五所平之助、松竹大船撮影所、1936年 - 助監督
- 『母と子』 : 監督澁谷實、松竹大船撮影所、1938年 - 監督補助

- 『海を照らす人々』 : 松竹、1940年 - 監督
- 『月の輪古墳』 : 記録教育映画製作協議会 / 共同映画[3]、1953年 - 監督
- 『朝鮮の子』 : 朝鮮の子製作委員会、1955年 - 監督・脚本[4]
- 『スラム』 : 英映画社、1961年 - 脚本・演出
- 『われわれは監視する - 核基地横須賀』 : 映画で横須賀を記録する会[5]、1975年 - 監督

## 註
1. 1 2 3 4 5 6 7 8 9 10 11 12 13 14  「荒井英郎」の項、『日本人名大辞典』、講談社。#外部リンク欄、コトバンク、本項リンク先の記述を参照。2009年10月4日閲覧、二重リンクは省く。
2. ↑  #外部リンク欄、日本映画データベース、本項リンク先の記述を参照。2009年10月4日閲覧、二重リンクは省く。
3. 1 2  プログラムA 作品紹介、日本記録映画作家協会50周年記念映画祭ブログ、2009年10月4日閲覧。
4. 1 2 3  YIDFF 2005 公式カタログ、山形国際ドキュメンタリー映画祭、2009年10月4日閲覧。
5. 1 2  プログラムC 作品紹介、日本記録映画作家協会50周年記念映画祭ブログ、2006年1月23日付、2009年10月4日閲覧。
6. ↑  所蔵映画フィルム検索システム、東京国立近代美術館フィルムセンター、2009年10月4日閲覧。

## 関連書籍
- 坂崎武彦編著『動く絵の作家荒井英郎』、講談社出版サービスセンター、1993年4月 ISBN 4876012857

## 関連事項
- ライプツィヒ国際ドキュメンタリー・アニメーション映画祭（en:International Leipzig Festival for Documentary and Animated Film）